# Poecilocerastis tricolor
Poecilocerastis tricolor är en insektsart som först beskrevs av Bolívar, I. 1912.  Poecilocerastis tricolor ingår i släktet Poecilocerastis och familjen gräshoppor.

## Underarter
Arten delas in i följande underarter:
- P. t. tricolor
- P. t. occidentalis